# Neolamprologus mondabu
Neolamprologus mondabu (Synonym: Lamprologus mondabu) ist eine Buntbarschart, die endemisch im Nordbecken des Tanganjikasees vorkommt.

## Merkmale
Neolamprologus mondabu wird etwa 10,5 cm lang und hat einen gestreckten, graubeige gefärbten Körper. Das Maul ist endständig und zugespitzt. Die vier Vorderzähne sind  genau so lang wie die Caninen, kräftig und enden stumpf. Die Zähne auf der Pharyngealia sind molariform und dienen wahrscheinlich dazu Schneckengehäuse zu knacken. Die Flossen sind blassblau gesäumt. Die Rückenflosse hat mehr als 15 Hartstrahlen, die Afterflosse 5 oder 6. Im Unterschied zu Neolamprologus modestus, der eine abgerundete Schwanzflosse hat, ist die Schwanzflosse von Neolamprologus mondabu konkav eingebuchtet.
- Schuppenformel 33–36 (mLR)

## Lebensweiseraum und Lebensweise
Neolamprologus mondabu kommt nur im Nordbecken des Tanganjikasees vor, zählt dort zu den häufigsten Arten und lebt als Einzelgänger oder in kleinen Gruppen. Im Süden des Sees wird die Art durch den sehr ähnlichen Neolamprologus modestus ersetzt. Die Tiere leben an Felsküsten, wandern zur Fortpflanzung jedoch in die Sandzone. Sie sind Höhlenlaicher und bauen zur Eiablage einen tiefen Tunnel in eine offene Sandfläche. Der Eingang wird dabei von einem Stein oder größeren Schneckenhaus gestützt. Bei Magenuntersuchungen fand man Reste von Schneckenschalen. Außerdem frisst Neolamprologus mondabu unter anderem den Laich des Tanganjika-Leuchtaugenfisch (Lamprichthys tanganicanus).